# Kim Viljanen
Kim Viljanen (4 december 1981) is een Finse darter.

## Carrière
Viljanen won in 1999 het jeugdtoernooi van de WDF World Cup in Durban. Hij bereikte in 2004 de laatste 32 van de World Masters. Tony West schakelde hem vervolgens met 3–2 uit. Viljanen speelde in 2014 binnen de Scandinavische Darts Corporatie (SDC) en eindigde als derde in de Scandinavische Order of Merit. Daarmee werd hij toegelaten tot het PDC World Darts Championship 2015.

## Resultaten op Wereldkampioenschappen

### WDF

#### World Cup
- 2003: Laatste 128 (verloren van Sawas Antoniou met 3-4)
- 2005: Laatste 32 (verloren van Mauricio Maia met 3-4)
- 2013: Laatste 16 (verloren van Wesley Harms met 1-4)
- 2015: Laatste 64 (verloren van Andrea Contino met 3-4)

### PDC
- 2015: Voorronde (verloren van Sascha Stein met 1-4)
- 2016: Laatste 64 (verloren van Kevin Painter met 0-3)
- 2017: Laatste 64 (verloren van Michael van Gerwen met 0-3)
- 2018: Laatste 64 (verloren van Alan Norris met 0-3)